# ロクテュディ
ロクテュディ （Loctudy）は、フランス、ブルターニュ地域圏、フィニステール県のコミューン。

## 地理
県南西部、パンマール岬程近くに位置する。ビグダン地方に属する。ポン＝ラベおよびプロバナレック＝レスコニルと接している。ロクテュディの港はポン＝ラベ川河口に位置しているので、強い西風から守られている。

## 歴史
ロクテュディの名は聖テュディに由来する。
1937年、ロクテュディにやってきた夏の観光客は、ホテルや民宿に滞在した者で5000人か6000人であったと推定されている。
ブレストが戦火で破壊されたあとの1945年から1960年まで、ブレストの国立海軍士官学校（École de maistrance）がポン＝ラベ川のほとりにあるドゥルディに移転していた。
コミューンには、少数ながら依然としてビグダン地方の典型的なコワフを身につけて生活する女性たちがいる。

## 経済

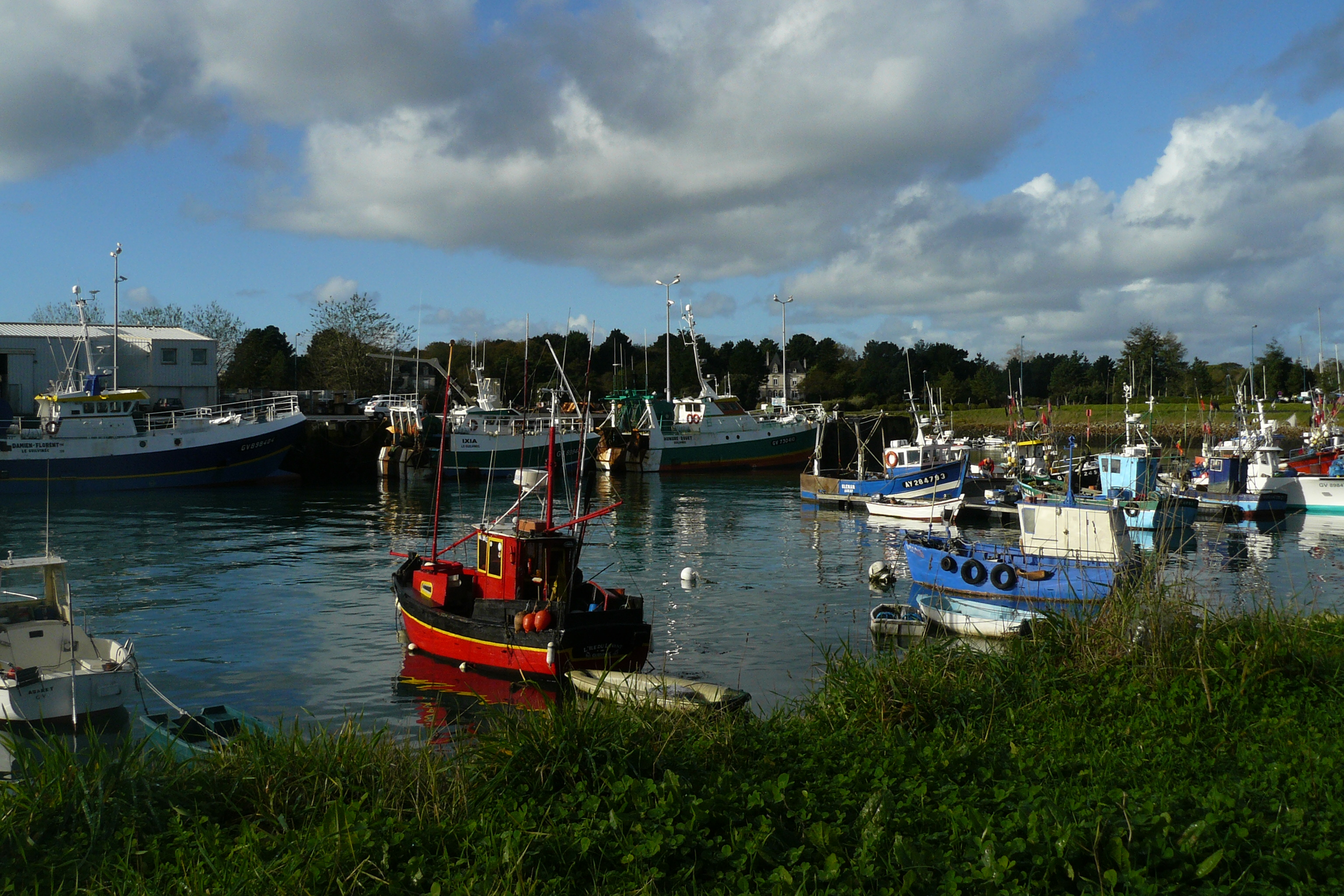
トロール漁船の集まる漁港

ロクテュディは伝統的なロブスター漁の漁港で、ロクテュディ産ロブスターは『ロクテュディのお嬢さん』（La demoiselle de Loctudy）と呼ばれている。2006年から2012年にかけて、競りにおける売上高は約3100万ユーロから1000万ユーロ、約67.9%減少した.。2012年度、ロクテュディは国内で21番目の漁港であった。年間の水揚げは2992トンで、1キロあたりの平均価格は3.35ユーロであった。
マリーナは1991年に完成し、1998年に拡張された。
ロクテュディのマリーナは、ブルターニュ南岸のマリーナのうち西にある。県の西岸に向かうには、パンマールの岬を通過してラ・ド・サンを探す必要がある。ラ岬の南にある最後の港がオディエルヌ港で、ここからカマレ＝シュル＝メールやドゥアルヌネへ行くことができる。海岸沿いに東へ向かうとコンカルノーとベノデである。南へ向かえばグレナン諸島である。

## 人口統計
| 1962年 | 1968年 | 1975年 | 1982年 | 1990年 | 1999年 | 2006年 | 2010年 |
| ------ | ------ | ------ | ------ | ------ | ------ | ------ | ------ |
| 3238   | 3410   | 3544   | 3560   | 3622   | 3659   | 4045   | 4136   |

参照元:1999年までEHESS、2000年以降INSEE

## 史跡

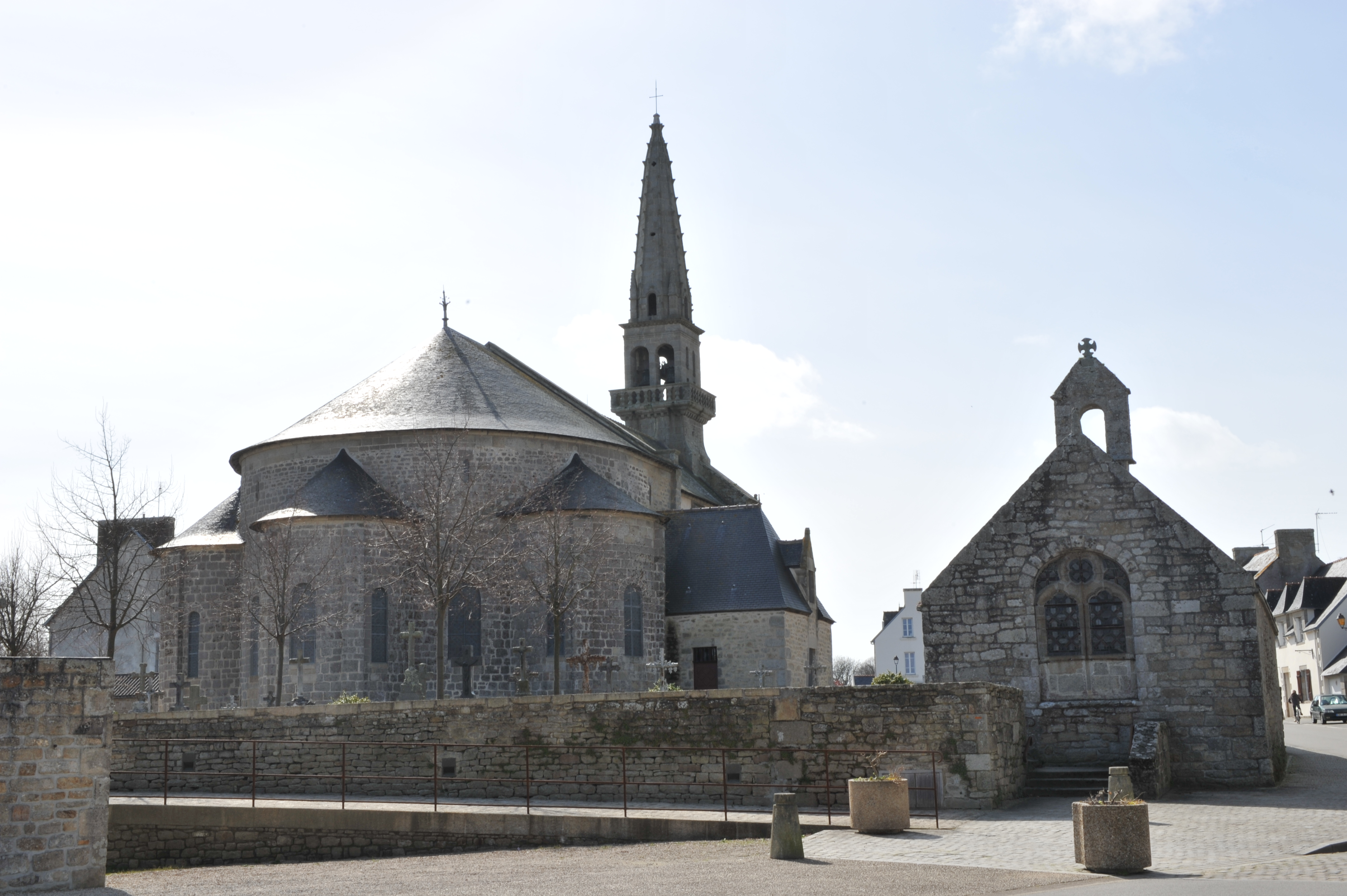
サン・テュディ教会

- サン・テュディ教会 - 11世紀ロマネスク様式。翼廊がなく、身廊が3つある二階建て構造。

## 姉妹都市
- フィッシュガード、ウェールズ
- リバデオ、スペイン